# Franz Serafin Exner (Philosoph)

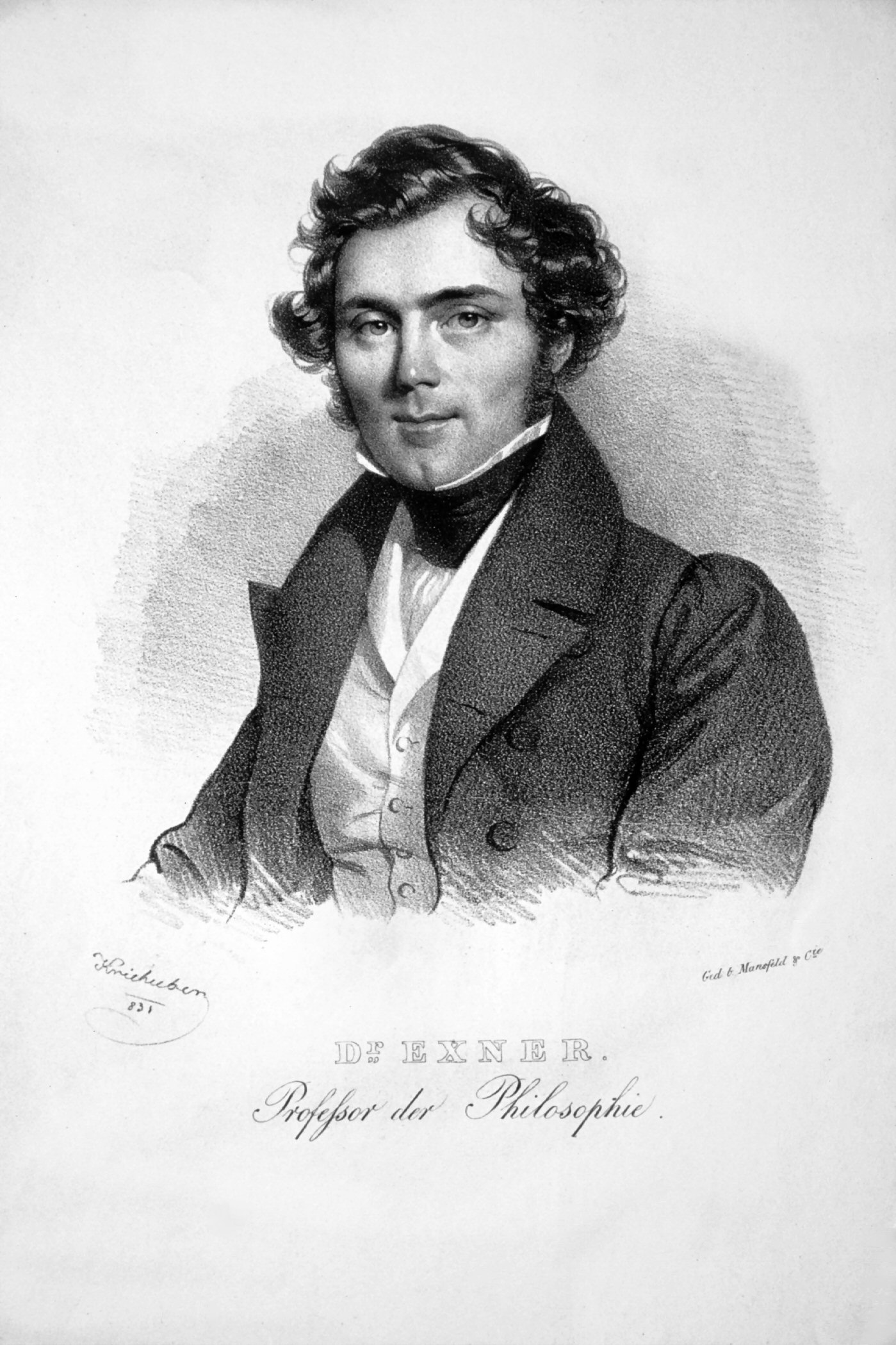
Franz Serafin Exner, Lithographie von Josef Kriehuber, 1831

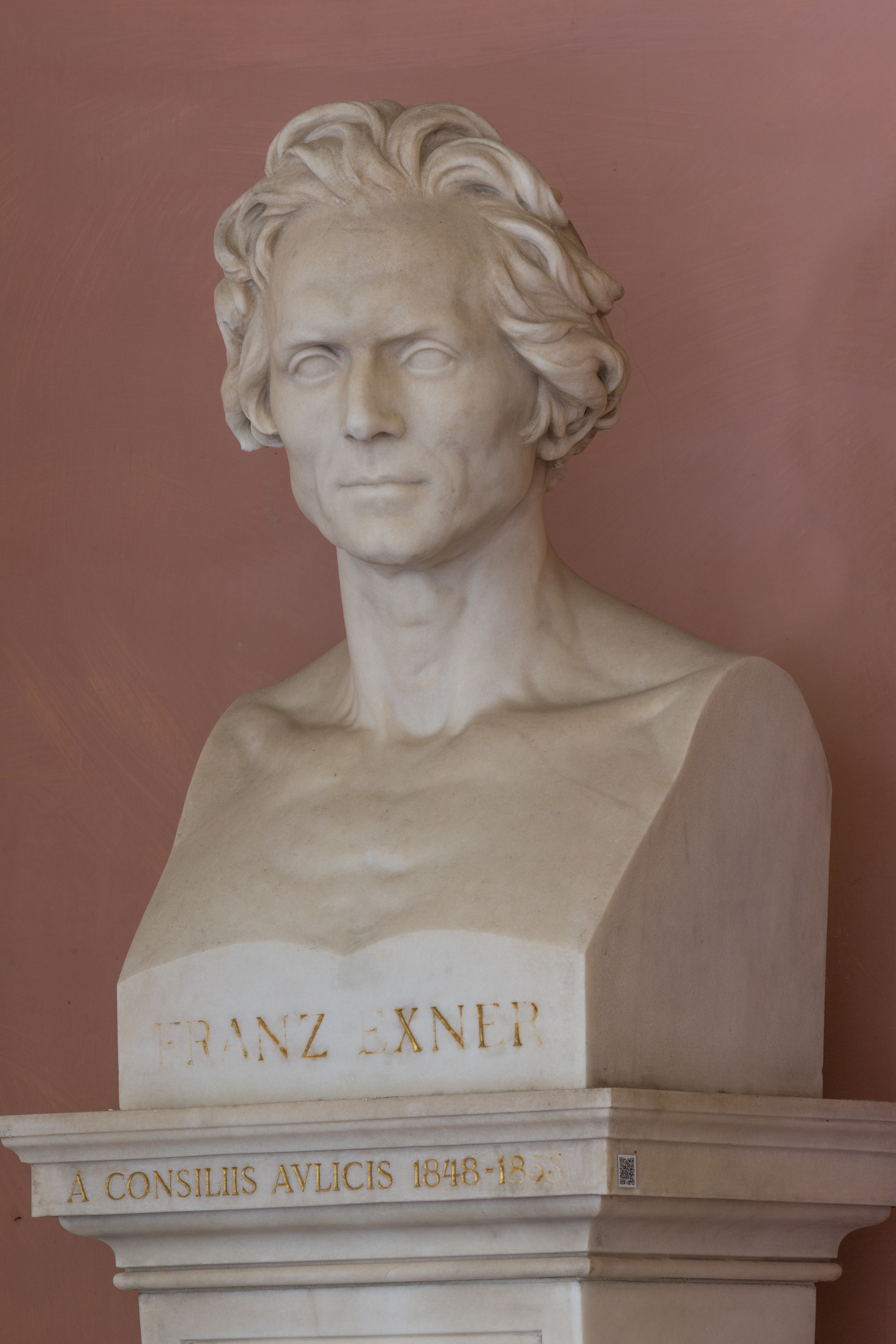
Büste von Franz Serafin Exner im Arkadenhof der Universität Wien

Franz Serafin Exner (* 28. August 1802 in Wien; † 21. Juni 1853 in Padua) war ein österreichischer Philosoph. Er war Professor der Philosophie und bedeutender Universitäts- und Schulreformer.

## Biographie
Franz Serafin Exner war der einzige Sohn des aus Preußisch-Schlesien eingewanderten Zollbeamten Josef Exner (1770–1836) und dessen Frau Magdalena, geb. Supper von Rauchenwarth, Tochter eines Weinbauern aus Gumpoldskirchen, Niederösterreich. Nach Besuch des Gymnasiums in Wien studierte er von 1818 bis 1821 Philosophie und ab 1822 auch Rechtswissenschaft. Nach einem Studienaufenthalt 1823 in Padua und Promotion 1827 in Wien war er bis 1831 Lehrassistent für Erziehungskunde und Philosophie. Der Einfluss seines Lehrers Rembold in Wien brachte ihn zu dem Entschluss, sich ganz der Philosophie zu widmen.
Im Alter von 29 Jahren wurde er 1831 auf die Ordentliche Professur für Philosophie in Prag berufen, wo er 17 Jahre – bis zu seiner Berufung als Ministerialrat im Unterrichtsministerium (Referat für Unterrichtsreform) in Wien 1848 – blieb.
1840 heiratete Franz Exner in Prag Charlotte Dusensy (1816–1859). Zu seinen Kindern zählen, abgesehen von einem Frühverstorbenen, vier Söhne und eine Tochter:
- der Jurist Adolf Exner (1841–1894),
- der Physiker Karl Exner (1842–1914),
- die Autorin Marie Exner (1844–1925), Mutter des Zoologen und Nobelpreisträgers Karl von Frisch,
- der Arzt und Physiologe Sigmund Exner (1846–1926),
- der Physiker Franz Serafin Exner (1849–1926).

Während seiner Prager Zeit lehnte er mehrere Rufe ab (Eberhard Karls Universität Tübingen 1842, Rheinische Friedrich-Wilhelms-Universität Bonn 1845).
Bereits seit 1844 war er im Rahmen einer Ratgebertätigkeit mit der Ausarbeitung eines neuen Studienplanes und einer neuen Unterrichtsordnung durch die Studienkommission in Wien beauftragt und Mitglied der Studienkommission zur Reform des höheren Unterrichts- und Hochschulwesens in Wien.
1848 kehrte er als Ministerialrat in das Unterrichts-Ministerium (Referat für Unterrichtsreform) nach Wien zurück, wo er in der Zeit von 1849 bis 1851 unter Minister Leo Graf von Thun-Hohenstein, der in Prag sein Schüler und Anhänger seiner Reformgedanken gewesen war, maßgeblich an der Umorganisation des Universitätsbetriebes beteiligt war, die sich vornehmlich mit der Lehr- und Lernfreiheit und der Verbindung von Forschung und Lehre befasste. Um die Nachhaltigkeit und Dynamik der Projekte nicht zu gefährden, lehnte er mehrfach das Angebot eines Ministerpostens ab. Schon schwer erkrankt ging er 1852 als Ministerialkommissär für das lombardisch-venezianische Schulwesen nach Oberitalien, um in jenen Provinzen, die damals noch einen Teil des Kaisertums Österreich bildeten, die Studienreform zu betreiben. Infolge einer rasch fortschreitenden Lungenkrankheit ereilte ihn 1853 in Padua ein früher Tod. Im Renaissancehof der Universität Padua befindet sich ein ihm gewidmeter Gedenkstein.

## Pädagogisches Werk
Exners Schriften sind zum Hauptteil philosophischer Natur. Er war Herbartianer; es ist vor allem seine Hegel-Kritik, durch die er über die Grenzen seiner Heimat wissenschaftlich bekannt wurde. Dennoch ist sein Engagement in praktischer Hinsicht ein Meilenstein für die Reform des Bildungswesens in Österreich. Er nähert sich in seinen Vorhaben den deutschen Studienverhältnissen an. In enger Zusammenarbeit mit dem Philosophen Hermann Bonitz, den Exner sich aus Berlin zu Hilfe gerufen hatte, führte er den Entwurf der Organisation der Gymnasien und Realschulen in Österreich aus. Die Umwandlung sechsklassiger Gymnasien in achtklassige wurde zur Basis für die Neuorganisation des universitären Studiums, da nun die zweijährigen allgemeinen philosophischen Studien an das Gymnasium angegliedert wurden.

## Werke
- Die Stellung der Studierenden auf den Universitäten. Eine Rede. Prag 1837.
- Über Nominalismus und Realismus. Prag 1842.
- Über Leibnizens′ Universal-Wissenschaft. Prag 1843.
- Die Psychologie der Hegelschen Lehre. 2 Hefte, Leipzig 1842 und 1844.
- Über die Lehre von der Einheit des Denkens und Seins. Prag 1848.
- Mit Hermann Bonitz: Organisationsentwurf für österreichische Gymnasien und Realschulen. Wien 1849.